# V (álbum de Maroon 5)
V é o quinto álbum de estúdio da banda norte-americana Maroon 5, lançado em 29 de agosto de 2014 através da Interscope Records como o seguimento de seu quarto álbum de estúdio Overexposed (2012). O álbum também marca o retorno do tecladista Jesse Carmichael depois de sua ausência do álbum anterior da banda. Em 29 julho de 2014, o álbum foi disponibilizado para pré-venda no iTunes e através do site oficial da banda.
Este disco estreou em primeiro lugar na Billboard 200, após vender 164 000 cópias na sua semana de estreia nos Estados Unidos.

## Gravação
V foi gravado nos estúdios Conway no centro de Los Angeles, California durante um período de 2013 até meados de 2014. As sessões de gravação de V visaram a volta do tecladista Jesse Carmichael à banda após um período de hiato. O álbum também possui uma parceria com Gwen Stefani na canção "My Heart is Open" na qual é co-escrita por Sia Furler.

## Capa
A arte de capa do álbum contém um tubo de néon em forma do numeral romano para cinco, título do álbum, numa paisagem desértica com um desfoque na logo da banda em uma montanha no fundo, semelhante ao Hollywood Sign.

## Singles
- "Maps", a faixa de abertura do álbum, foi lançada como single de avanço do álbum em 16 de junho de 2014.[7] Um teaser da canção foi enviada para a página oficial da banda no Facebook no dia 11 de junho de 2014.[8]
- "Animals" foi lançada como segundo single do álbum em 22 de agosto de 2014.[9]
- "Sugar" foi lançada como terceiro single do álbum em 13 de janeiro de 2015.[10]

### Outras canções
- "It Was Always You" foi lançado como single promocional do álbum em 29 de julho de 2014.

## Alinhamento das faixas
| N.º | Título                                      | Compositor(es)                                                                      | Produtor(es)                                                                | Duração |  |
| 1.  | "Maps"                                      | Adam Levine Ryan Tedder Benjamin Levin Ammar Malik Noel Zancanella                  | Benny Blanco Tedder Zancanella Noah Passovoy [a]                            | 3:10    |  |
| 2.  | "Animals"                                   | Levine Shellback Levin                                                              | Shellback                                                                   | 3:51    |  |
| 3.  | "It Was Always You"                         | Levine Sam Martin Jason Evigan Marcus Lomax Jordan Johnson Stefan Johnson           | Evigan The Monsters & Strangerz S. Johnson [b] Martin [b] Isaiah Tejada [b] | 4:00    |  |
| 4.  | "Unkiss Me"                                 | Levine Johan Carlsson Ross Golan                                                    | Carlsson Passovoy [b]                                                       | 3:58    |  |
| 5.  | "Sugar"                                     | Levine Joshua Coleman Lukasz Gottwald Jacob Kasher Hindlin Mike Posner Henry Walter | Ammo Cirkut                                                                 | 3:55    |  |
| 6.  | "Leaving California"                        | Levine Levin Nate Ruess Malik Tor Erik Hermansen Mikkel Storleer Eriksen            | Blanco Stargate Passovoy [a]                                                | 3:23    |  |
| 7.  | "In Your Pocket"                            | Levine Shellback T. Jimson M. Flygare                                               | Shellback Astma & Rocwell                                                   | 3:39    |  |
| 8.  | "New Love"                                  | Levine Tedder Zancanella                                                            | Tedder Zancanella                                                           | 3:16    |  |
| 9.  | "Coming Back for You"                       | Levine Martin Evigan Lomax J. Johnson S. Johnson                                    | Evigan The Monsters & Strangerz S. Johnson [b] Martin [b] Tejada [b]        | 3:47    |  |
| 10. | "Feelings"                                  | ,Levine ,Shellback ,Oscar Görres                                                    | Shellback OgZo                                                              | 3:14    |  |
| 11. | "My Heart is Open" (featuring Gwen Stefani) | Levine Levin Sia Furler Rodney "Darkchild" Jerkins Andre Lindal                     | Blanco Jerkins Lindal Levine                                                | 3:57    |  |

| Faixas bónus da edição deluxe |                                                |                                                                |                                                                    |         |  |
| N.º                           | Título                                         | Compositor(es)                                                 | Produtor(es)                                                       | Duração |  |
| 12.                           | "This Summer's Gonna Hurt like a Motherfucker" | Levine Shellback                                               | Shellback                                                          | 3:44    |  |
| 13.                           | "Shoot Love"                                   | Levine Levin Malik Shellback Paul Epworth                      | Shellback Epworth                                                  | 3:10    |  |
| 14.                           | "Sex and Candy"                                |                                                                |                                                                    | 4:25    |  |
| 15.                           | "Lost Stars"                                   | Gregg Alexander Danielle Brisebois Nick Lashley Nick Southwood | Gregg Alexander Nick Lashley Nick Southwood Danielle Brisebois [b] | 4:27    |  |

Notas
- ↑[a]  significa um produtor adicional
- ↑[b]  significa um produtor vocal

## Tabelas musicais
| Paradas (2014)                        | Melhor posição |
| ------------------------------------- | -------------- |
| Austrália (ARIA)                      | 4              |
| Áustria (Ö3 Austria Top 40)           | 10             |
| Canadá (Billboard)                    | 1              |
| República Tcheca (ČNS IFPI)           | 95             |
| Dinamarca (Hitlisten)                 | 4              |
| Países Baixos (Dutch Charts)          | 11             |
| Finlândia (Suomen virallinen lista)   | 6              |
| França (SNEP)                         | 5              |
| Alemanha (Offizielle Deutsche Charts) | 6              |
| Hungria (MAHASZ)                      | 12             |
| Índia (IMI)                           | 1              |
| Irlanda (IRMA)                        | 7              |
| Itália (FIMI)                         | 2              |
| Japão (Oricon)                        | 4              |
| Coreia do Sul (GAON)                  | 6              |
| Coreia do Sul (GAON)                  | 2              |
| Nova Zelândia (RMNZ)                  | 11             |
| Noruega (VG-lista)                    | 5              |
| Polónia (ZPAV)                        | 43             |
| Portugal (AFP)                        | 12             |
| Escócia (Official Scottish Albums)    | 5              |
| Espanha (PROMUSICAE)                  | 4              |
| Suécia (Sverigetopplistan)            | 5              |
| Suíça (Schweizer Hitparade)           | 2              |
| Taiwan (G-Music)                      | 4              |
| Reino Unido (Official Albums Chart)   | 4              |
| Estados Unidos (Billboard 200)        | 1              |
| Estados Unidos (Digital Albums)       | 1              |

## Créditos e pessoal

### A Banda
- Adam Levine - vocais, guitarra e composição
- Jesse Carmichael - teclado, guitarra e vocais de apoio
- Mickey Madden - baixo, guitarra
- James Valentine - guitarra, vocais de apoio
- Matt Flynn - tambores, percussão
- PJ Morton - teclado, vocais de apoio

### Músicos adicionais
- Sam Farrar - guitarra adicional, vocais de apoio
- Gwen Stefani - vocais (faixa 11)

### Outros
- Benny Blanco - produção, composição
- Max Martin - produção, composição
- Sam Martin - produção, composição
- Noah Passovoy - produção[39]
- Shellback - produção, composição
- Ryan Tedder - produção, composição
- Jason Evigan - produção, composição
- The Monsters and the Strangerz - produção, composição
- Ammar Malik - composição
- Sia Furler - composição
- Nate Ruess - composição

## Histórico de lançamento
| Região         | Data                  | Edição                                                          | Formato                                        | Gravadora               |
| -------------- | --------------------- | --------------------------------------------------------------- | ---------------------------------------------- | ----------------------- |
| Alemanha       | 29 de agosto de 2014  | Padrão, deluxe                                                  | CD, descarga digital, High Fidelity Pure Audio | Interscope Records      |
| Brasil         | 29 de agosto de 2014  | Padrão, deluxe                                                  | CD, descarga digital, High Fidelity Pure Audio | Universal Music Group   |
| Coréia do Sul  | 1 de setembro de 2014 | Padrão, deluxe, bluray                                          | CD, descarga digital, High Fidelity Pure Audio | Universal Music Group   |
| Estados Unidos | 2 de setembro de 2014 | Padrão, deluxe (versão explícita) Padrão, deluxe (versão limpa) | CD, descarga digital, LP                       | 222 Records, Interscope |